# 468
Năm 468 là một năm trong lịch Julius.